# قادرلو (مشگین‌شهر)
قادرلو یک روستا در استان اردبیل حد فاصل ۶۵ کیلومتری به مرکز استان و ۲۰ کیلومتر مانده به شهرستان مشگین شهر  است که در کناره رودخانه قره‌سو واقع شده‌است. براساس سرشماری مرکز آمار ایران در سال ۱۳۹۵، قادرلو ۱۱۵ نفر جمعیت دارد.
این روستا با جمعیت کم خود دارای صنعت کشاورزی پویا و پر رونقی می باشد.
محصولات مختلف این روستا ماننده گوجه فرنگی،خیار،کلم،کدو حلوایی،گندم،برنج((در گذشته)) به مرکز استان و از آنجا به پایتخت صادر می گردد
حاصل خیزی این روستا بیشتر بخاطر ساحل رودخانه قره سو می باشد.
از تاریخ ایجاد این روستا منبع دقیقی در دست نمی باشد ولی به گفته ای محلی ها و ریش سفیدها،این روستا به ۳۰۰ سال قدمت می رسد و بعضی ها از کوچ اهالی قادرلوی خرابه در زبان محلی خارابا قدیری به این منطقه فعلی خبر می دهند
شهید آتش نشان محمدآغایی که در حادثه ساختمان پلاسکو به درجه رفیع شهادت نائل گردید از اهالی این روستا می باشد.